# Bulbophyllum digoelense
Bulbophyllum digoelense là một loài phong lan thuộc chi Bulbophyllum.